# Flauto soprano
Con il termine flauto soprano si indicano in maniera piuttosto impropria due taglie di strumenti membri della famiglia dei flauti, che occupano una posizione intermedia fra il flauto traverso in do ordinario e l'ottavino. Si tratta di due taglie di flauti praticamente ignorati nonché molto rari nella fabbricazione e nell'impiego soprattutto nei paesi europei, ma ancora rivestono una certa importanza sia stilistica che pratica nei paesi americani, dove all'occorrenza vengono ancora costruiti. Rispettivamente si hanno il cosiddetto flauto terzino in mi bemolle, quest'ultimo nei paesi europei viene impropriamente definito flauto soprano, e il vero e proprio flauto soprano ovvero il flauto soprano in sol, conosciuto anche sia pure in passato come flauto quintino in Sol.

## Caratteristiche
Il flauto terzino in mi bemolle è uno strumento traspositore e suona in mi♭, una terza minore sopra il flauto traverso in do. Ha un timbro più dolce rispetto al comune flauto traverso, più caldo rispetto all'ottavino. L'imboccatura è leggermente ridotta rispetto al flauto in do, e l'esecuzione su questo strumento richiede una certa attenzione all'intonazione, che tende solitamente a calare nel registro medio.

## Storia e diffusione
Il flauto terzino è uno strumento poco diffuso. Veniva usato originariamente in alcune scuole degli Stati Uniti, come sostituto del clarinetto in mi♭ o come strumento per avviare allo studio allievi dotati di mani molto piccole. Trovò spazio in questa maniera fra gli anni '40 e '80 del novecento. Tuttavia il suo timbro è molto diverso da quello del clarinetto, e la maggioranza dei principianti non ha difficoltà a maneggiare il flauto in do, sicché verso il 1980 la produzione di questo strumento era praticamente cessata. Una limitata produzione è ripresa negli anni novanta. Parti scritte per questo strumento si trovano in alcune pubblicazioni per ensemble di flauti.

## Flauto soprano in sol
Esiste inoltre il flauto soprano in sol, dalle dimensioni e caratteristiche intermedie fra il flauto soprano in mi♭ e l'ottavino. Suona in un registro simile a quello dell'ottavino, ma a causa delle maggiori dimensioni ha un timbro diverso e una maggiore estensione verso il basso. Si tratta di uno strumento traspositore, che suona una quinta sopra. Anch'esso è uno strumento scarsamente diffuso, che è quasi scomparso dopo il periodo rinascimentale. È stato impiegato in alcune opere del XIX secolo, come l'Ivanhoe di Arthur Sullivan. Tuttora è prodotto da poche case costruttrici, come Myall-Allen e Flutemakers Guild. Viene ancora utilizzato nelle bande di flauti tradizionali della Scozia e dell'Irlanda del Nord, che adottano un organico di questo tipo:
- Ottavino in do
- Flauto soprano in sol solista, primo, secondo e terzo flauto soprano in sol
- Flauto traverso in do solista, primo e secondo flauto in do
- Primo e secondo flauto contralto in sol
- Flauto basso e flauto contrabbasso in do
- Percussioni